# 柿本廣大
柿本广大（1981年2月16日—），日本劇場導演。毕业于早稻田大学政治经济学院 。大学毕业后，他加入Production I.G。他是BanG Dream! Ave Mujica等BanG Dream!系列动画作品的監督。